# Jim Parque
Jim Parque est un joueur de baseball américain né le 8 février 1976 à Norwalk (Californie).

## Biographie
Jim Parque participe aux Jeux olympiques d'été de 1996 à Atlanta et remporte la médaille de bronze.